# Żołędnica (gryzoń)
Żołędnica (Eliomys) – rodzaj ssaków z podrodziny koszatek (Leithiinae) w obrębie rodziny popielicowatych (Gliridae).

## Rozmieszczenie geograficzne
Rodzaj obejmuje gatunki występujące w Eurazji i północnej Afryce.

## Morfologia
Długość ciała (bez ogona) 99–144 mm, długość ogona 84–136 mm, długość ucha 20–29 mm, długość tylnej stopy 22–29 mm; masa ciała 33–65,2 g.

## Systematyka
Rodzaj zdefiniował w 1840 roku niemiecki paleontolog i zoolog Johann Andreas Wagner w artykule zatytułowanym Opis kilku nowych gryzoni zebranych podczas podróży Hofratha von Schuberta, z odniesieniem do niektórych innych, nowszych form, opublikowanym w czasopiśmie „Abhandlungen der Königlichen Akademie der Wissenschaften zu Berlin”. Gatunkiem typowym jest (oznaczenie monotypowe) żołędnica azjatycka (E. melanurus).

### Etymologia
- Eliomys (Elyomis): gr. ἑλειος heleios ‘gatunek gryzonia’, być może popielica; μυς mus, μυος muos ‘mysz’[9].
- Bifa: etymologia niejasna, Lataste nie wyjaśnił znaczenia nazwy rodzajowej[10]. Gatunek typowy (oznaczenie monotypowe): Bifa lerotina Lataste, 1885 (= Myoxus munbyanus Pomel, 1856).

### Podział systematyczny
Do rodzaju należą następujące występujące współcześnie gatunki:
| Grafika | Gatunek           | Autor i rok opisu   | Nazwa zwyczajowa     | Podgatunki         | Rozmieszczenie geograficzne | Podstawowe wymiary                          | Status IUCN |
| ------- | ----------------- | ------------------- | -------------------- | ------------------ | --- | ------------------------------------------- | ----------- |
|         | Eliomys melanurus | (J.A. Wagner, 1840) | żołędnica azjatycka  | gatunek monotypowy | od wschodniej Libii, Egiptu i półwyspu Synaj do północnej Syrii, północnego Iraku i południowo-zachodniej Arabii Saudyjskiej; stare zapisy z południowej Turcji; zakres wysokości: 0–2850 m n.p.m.        | DC: 11,1–14,4 cm DO: 10–13,6 cm MC: 39–63 g | LC          |
|         | Eliomys quercinus | (Linnaeus, 1766)    | żołędnica europejska | gatunek monotypowy | od Półwyspu Iberyjskiego, Francji i Włoch fragmentarycznie przez Europę do wschodniej części gór Ural (Rosja); zakres wysokości: 0–2300 m n.p.m.                                                          | DC: 9,9–12 cm DO: 8,4–11 cm MC: 33–65 g     | VU          |
|         | Eliomys munbyanus | (A. Pomel, 1856)    | żołędnica afrykańska | gatunek monotypowy | Afryka Północna od południowo-zachodniej Sahary Zachodniej, Maroka, północnej Algierii i Tunezji do zachodniego Libii (na wschód do Al-Marakib, na południe do Fazzan); zakres wysokości: 0–3800 m n.p.m. | DC: 10–14 cm DO: 9,6–11,8 cm MC: 42–62 g    | LC          |

Kategorie IUCN:  LC  – gatunek najmniejszej troski,  VU  – gatunek narażony,  EN  – gatunek zagrożony. 
Opisano również gatunki wymarłe:
- Eliomys assimilis Mayr, 1979[13] (Niemcy; miocen)
- Eliomys briellensis Reumer, 2001[14] (Holandia; plejstocen)
- Eliomys darelbeidae Geraads, 1994[15] (Maroko; plejstocen)
- Eliomys intermedius Friant, 1953[16] (Francja; pliocen–plejstocen)
- Eliomys lafarguei Aguilar, Michaux & Lazzari, 2007[17] (Francja; miocen)
- Eliomys reductus Mayr, 1979[13] (Niemcy; miocen)
- Eliomys truci Mein & Michaux, 1970[18] (Francja; pliocen)
- Eliomys yevesi Mansino, García-Alix, Ruiz-Sánchez & Montoya, 2015[19] (Hiszpania; miocen)